# تین‌لی (قبادلی)
تین‌لی (ترکی آذربایجانی: Tinli) یک منطقهٔ مسکونی در جمهوری آرتساخ است که در استان کاشاتاق واقع شده‌است.